# کلودیا مورگان
کلودیا لوئیس مورگان (زاده ۱۲ ژوئن ۱۹۱۱ – درگذشته ۱۷ سپتامبر ۱۹۷۴) بازیگر آمریکایی سینما، تلویزیون و رادیو بود. مورگان در بروکلین، نیویورک، در سال ۱۹۱۱ از بازیگرانی به نام رالف مورگان (né ووپرمن) و گریس آرنولد (née جورجیانا لوئیز آیورسون) متولد شد. برخی منابع نشان می‌دهند که نام او هنگام تولد کلودیا (یا کلودی) لوئیز ووپرمن بود، اما منابع دیگر نشان می‌دهند که پدرش در زمان تولد او نام خانوادگی خود را به مورگان تغییر داده بود. فرانک مورگان عموی او بود. او در مدرسه Ely Court در گرینویچ، کانکتیکات تحصیل کرد.
مورگان در بیش از ۳۰ نمایشنامه برادوی سابقهٔ بازی دارد.
مورگان پنج بار ازدواج کرد ولی فرزندی نداشت. در سال ۱۹۳۱ با تالبوت کامینگز ازدواج کرد. آنها تنها حدود یک سال ازدواج کرده بودند که او به دنبال طلاق بود. او در ۲۲ ژوئیه ۱۹۳۴ با هوانورد رابرت شیپی ازدواج کرد. که ازدواج نیز به طلاق ختم شد. او در ۱۴ مه ۱۹۳۷ با چارلز اچ. هوربرگ جونیور ازدواج کرد. این زوج در سال ۱۹۳۸ طلاق گرفتند. او در ۲ اوت ۱۹۳۸ با فیل اورمزبی، بازیگر و معمار ازدواج کرد همسر پنجم او کنت لون بود.
مورگان در ۱۷ سپتامبر ۱۹۷۴ در شهر نیویورک در ۶۳ سالگی به دلایل نامعلومی درگذشت. او در گورستان گرین وود، بروکلین، نیویورک به خاک سپرده شد (بخش ۱۶۸، قطعه ۱۴۴۴۷ طرح خانوادگی ووپرمن).